# Tempête tropicale Alberto (1988)
Vous lisez un « bon article » labellisé en 2012.
Pour les articles homonymes, voir Cyclone tropical Alberto.
La tempête tropicale Alberto, en anglais Tropical Storm Alberto, est un système tropical appartenant à la saison cyclonique 1988 dans l'océan Atlantique nord et devenu tempête tropicale lors de son déplacement le long de la côte Est des États-Unis. Alberto s'est formé à partir d'une onde tropicale qui s'est développée au large des côtes de la Caroline du Sud, aux États-Unis, le 5 août 1988,. Il se déplace graduellement vers le nord-est de l'océan Atlantique, se transformant en tempête tropicale le 7 août à environ 95 km à l'est de l'île de Nantucket, Massachusetts. Alberto continue sa trajectoire et se dirige vers la Nouvelle-Écosse tard dans la journée du 7 août. Il devient extratropical le lendemain, et se dissipe peu après avoir atteint Terre-Neuve, au Canada. Des quantités de pluie variées et de fortes rafales de vent ont été signalées lors de son passage sans aucun dégât humain ou matériel occasionné.

## Évolution météorologique

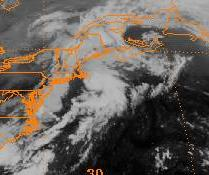
Image satellite radar de la tempête tropicale Alberto (au centre) le 7 août 1988, deux jours après sa formation et au moment de son classement en tant que tempête tropicale.

Le 4 août, une onde tropicale se développe au large des côtes de la Caroline du Sud, aux États-Unis. Une imagerie satellite indique la présence d'un système dépressionnaire ; ce système se forme, le 5 août, en une dépression tropicale nommée Deux, tandis qu'il est localisé à 210 km au sud-sud-ouest du cap Fear, en Caroline du Nord. Même s'il fut classifié de nature tropicale à ce moment, ce n'est qu'à partir du 6 août que ce système est officiellement considéré comme la seconde dépression tropicale dans les rapports,.
Tout en se dirigeant progressivement vers le nord-est, elle gagne le statut de système tropical vingt-quatre heures après sa formation, tandis qu'elle est localisée à 220 km à l'est des côtes de Virginia Beach, en Virginie. Sous l'influence d'un faible système frontal en provenance de la vallée de l'Ohio, la dépression accélère sa trajectoire au nord-est. Ce système frontal améliore la structure de la dépression et cette dernière s'intensifie pour devenir la tempête tropicale Alberto le 7 août vers 12 h UTC, premier cyclone nommé de la saison, tandis qu'elle est localisée à 95 à l'est de Nantucket, Massachusetts,.
Peu après la formation de la tempête tropicale, le centre de prévisions météorologiques du National Hurricane Center, qui lui attribue désormais le nom d'Alberto, diffuse une alerte cyclonique couvrant la côte depuis Bar Harbor jusqu'à Eastport, dans le Maine. Alberto se déplace rapidement au nord-est à une vitesse estimée aux environs de 47 km/h. Tard dans la journée du 7 août, le cyclone touche la côte occidentale de la Nouvelle-Écosse, près de la baie Sainte-Marie, avec des vents de 63 km/h. Elle touche brièvement la baie de Fundy avant de traverser l'isthme de Chignectou et l'Île-du-Prince-Édouard. Alberto perd rapidement de sa convection durant sa trajectoire dans les eaux froides du golfe du Saint-Laurent et devient un cyclone extratropical le 8 août. Le cyclone se dissipe peu après dans l'océan Atlantique au nord de Terre-Neuve, et est suivi le même jour par la formation de la tempête tropicale Beryl au sud-est de la Louisiane.

## Impact
Durant le passage de la tempête tropicale Alberto, de fortes pluies accompagnées d'orages affectèrent le Maine, aux États-Unis, mais aucun dégât, humain ou matériel, n'a été causé. Environ 8 mm de pluie furent notés à Lewiston et plus de 50,8 mm à Millinocket.
Des rafales de vent de 78 km/h furent mesurées à Yarmouth, Nouvelle-Écosse, au Canada,. Alberto a également provoqué des précipitations, estimées légères à modérées, durant sa trajectoire au Canada, particulièrement à Saint-Jean, dans le Nouveau-Brunswick. Des précipitations de 45,1 mm furent mesurées à cet endroit. Les pluies provoquèrent quelques inondations locales forçant la fermeture de plusieurs routes durant une courte période de temps. Quelques traînées orageuses du cyclone extratropical ont également été observées à l'est de Terre-Neuve.